# میشل (خواننده آلمانی)
میشل (به انگلیسی: Michelle) (زاده ۱۵ فوریه ۱۹۷۲) خواننده آلمانی است.
او در مسابقه آواز یوروویژن ۲۰۰۱ نماینده آلمان بود.